# Alamo (Géorgie)
Pour les articles homonymes, voir Alamo.
Alamo est une ville de Géorgie, aux États-Unis. Il s'agit du siège du comté de Wheeler. Lors du recensement de 2010, la population de la ville s'élevait à 2 797 habitants. 

## Histoire
Alamo a été fondée en 1890 comme arrêt de la ligne de chemin de fer Seaboard Air Line Railroad. Elle fut nommée Alamo en référence à la Mission Alamo de San Antonio (Texas). Sa mairie, construite en 1913, figure au registre national des Historical places.

## Démographie
| 1910 | 1920 | 1930 | 1940 | 1950 | 1960 |
| ---- | ---- | ---- | ---- | ---- | ---- |
| 249  | 563  | 613  | 646  | 800  | 822  |

| 1970 | 1980 | 1990 | 2000  | 2010  | - |
| ---- | ---- | ---- | ----- | ----- | - |
| 833  | 993  | 855  | 1 943 | 2 797 | - |